# Dacia (azienda)
Dacia è un'azienda rumena produttrice di autoveicoli, commercializzati in Europa, in Africa e in alcuni paesi asiatici.
L'azienda, il cui marchio prende il nome dall'antico regno omonimo, è stata acquisita da Renault nel 1999, iniziando la commercializzazione di nuovi modelli, attraverso la rete Renault, pur mantenendo il marchio Dacia. L'azienda nel 2008 deteneva circa il 28% del mercato automobilistico in Romania.

## Storia

### Gli inizi: la ricerca di una licenza
Per ridurre i tempi necessari a progettare e costruire in serie un'automobile, a metà degli anni 60 del secolo XX le autorità rumene considerarono necessario produrre una vettura con licenza da un produttore straniero. Tale vettura doveva avere una cilindrata compresa tra 1 000 e 1 300 cm³ per una produzione annua stimata in 40 000/50 000 unità. Parteciparono al concorso Renault con la Renault 10, Peugeot (Peugeot 204), Fiat (Fiat 1100), Alfa Romeo (Alfa Giulia 1300) e Austin (Austin Mini Morris).
Dopo la visita del Presidente Charles de Gaulle in Romania nel 1966 si decise per la Renault. A causa di motivi tecnici, il nuovo modello Renault, la Renault 12, sarebbe entrato in produzione solo nel 1969 e l'inizio della produzione doveva avvenire negli stabilimenti francesi: si decise così di assemblare in Romania la vecchia Renault 8 in attesa del nuovo modello.
Nacque così a Mioveni, vicino a Pitești, la Uzina de Autoturisme Mioveni (Fabbrica di Automobili Mioveni), autorizzata a produrre autovetture sotto licenza Renault con marchio Dacia.

### Dacia 1100 e Dacia 1300
Il 20 agosto 1968 iniziò la produzione della Dacia 1100 derivata dalla Renault 8, berlina a motore e trazione posteriore. Secondo gli accordi, la Renault forniva tutta la componentistica della vettura che veniva poi assemblata in Romania. Il primo esemplare fu donato all'allora presidente della repubblica Nicolae Ceaușescu. Dal 1968 al 1972 furono prodotti circa 44 000 esemplari. Nel 1970 fu oggetto di un leggero restyling nella parte frontale e furono prodotti esemplari più potenti (chiamati Dacia 1100S) principalmente per la Polizia e le competizioni di rally.
Nel 1969 entrò in produzione anche la Dacia 1300, derivata dalla Renault 12, berlina a 4 porte a trazione anteriore. Nel corso degli anni 1970 e 1980 Dacia sviluppò da questo modello un'intera gamma di vetture. In totale vennero prodotti più di 2 milioni di esemplari.

### Dopo il 1989
Tra il 1991 e il 1996 venne prodotta la Dacia Liberta e nel 1995 venne lanciato il primo modello interamente romeno, la Dacia Nova sulla quale, a partire dal 1998, venne montato l'iniezione monopoint Bosch. Nel 1999 Renault acquistò il 51% dell'azienda e, a partire dal 2000, venne prodotta la Dacia SupeRNova, che era un restyling della Dacia Nova, ma dotata di un motore 1.4 mpi di origine Renault. Nei cinque anni successivi la casa francese completa l’acquisizione della Dacia per 220 milioni di dollari.
Negli anni successivi furono prodotti ulteriori modelli: la Solenza, la Logan, la Sandero e il recente Duster. Nel 2021 l'azienda inizia la produzione del suo primo modello elettrico, la Dacia Spring.  Nel 2022 inizia la produzione del primo modello ibrido, la Dacia Jogger. 

## Modelli
- Dacia 500 (1986-1992)
- Dacia 1100 (1968-1971)
- Dacia 1300 (1969-1979) / Dacia Denem (in Regno Unito)
- Dacia 1310 (1979-2004)
- Dacia 2000
- Dacia Duster / ARO 10 (1985 - 2005)
- Dacia Brasovia coupé (solamente prototipo)
- Dacia Gamma (1975 - 2006)
- Dacia Jumbo Highrise van (solamente prototipo)
- Dacia Liberta Hatchback
- Dacia Nova Minivan (solamente prototipo)
- Dacia Nova (1995-2000)
- Dacia Supernova (2000-2003)
- Dacia Solenza (2003-2005)
- Dacia Logan (dal 2004)
- Dacia Logan MCV (dal 2007)
- Dacia Logan Pick-Up (dal 2008)
- Dacia Sandero Stepway (dal 2009 dal 2012 II serie)
- Dacia Sandero (dal 2008 I serie - dal 2012 II serie)
- Dacia Duster (dal 2010 I serie - dal 2018 II serie)
- Dacia Lodgy (2012-2022)
- Dacia Dokker (2013-2021)
- Dacia Spring (dal 2021)
- Dacia Jogger (dal 2022)

### Galleria d'immagini

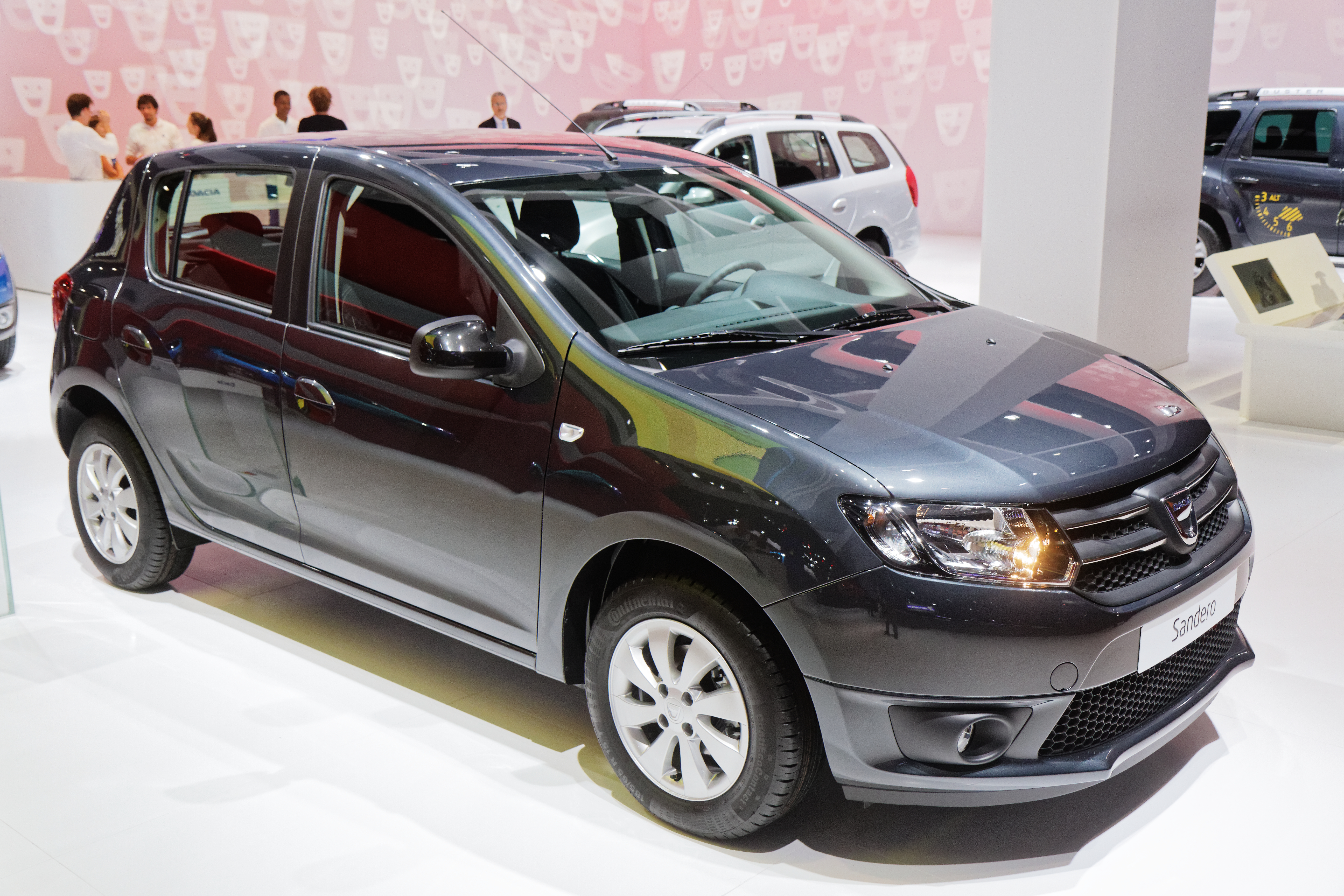
Sandero II serie
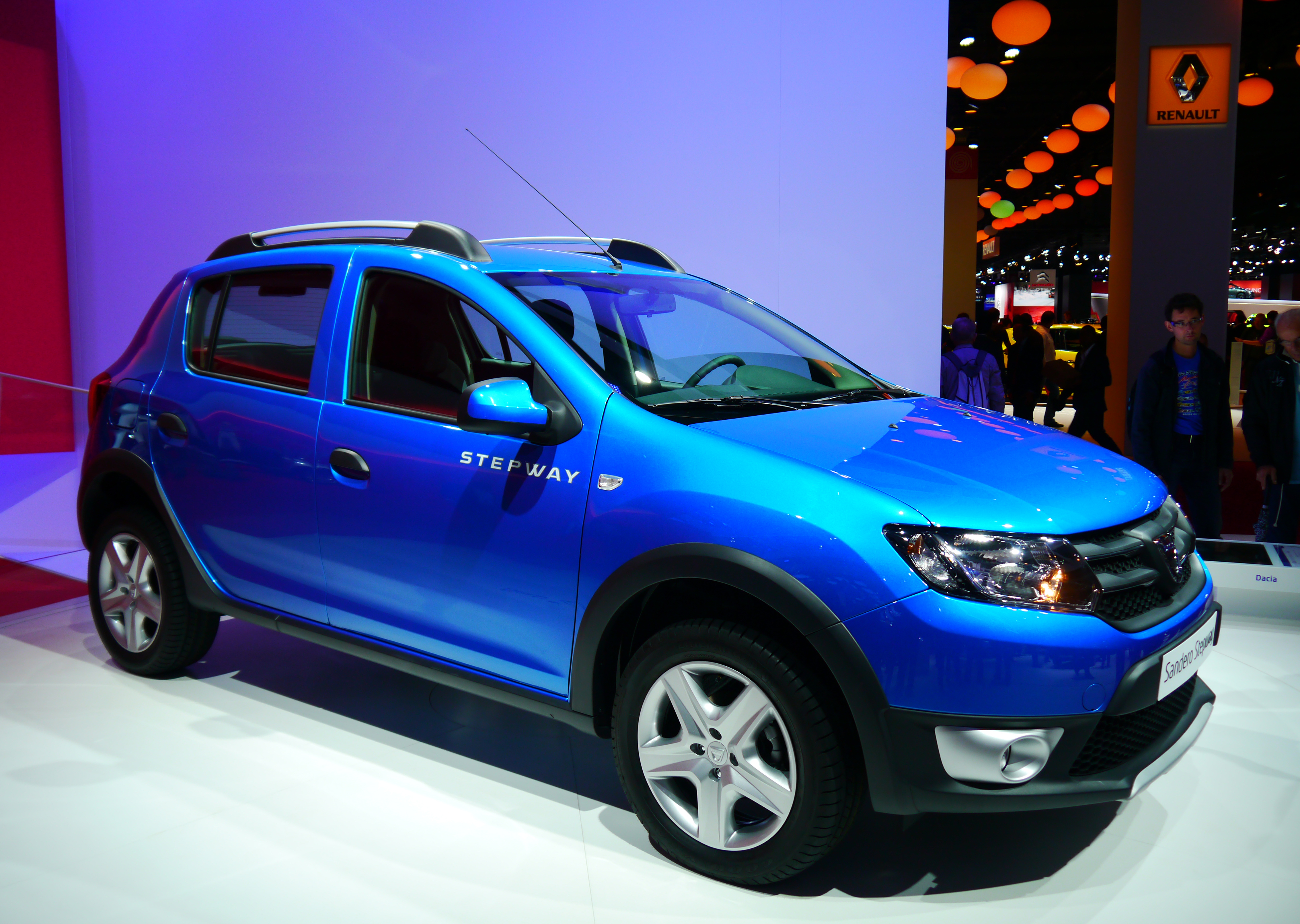
Sandero Stepway II serie
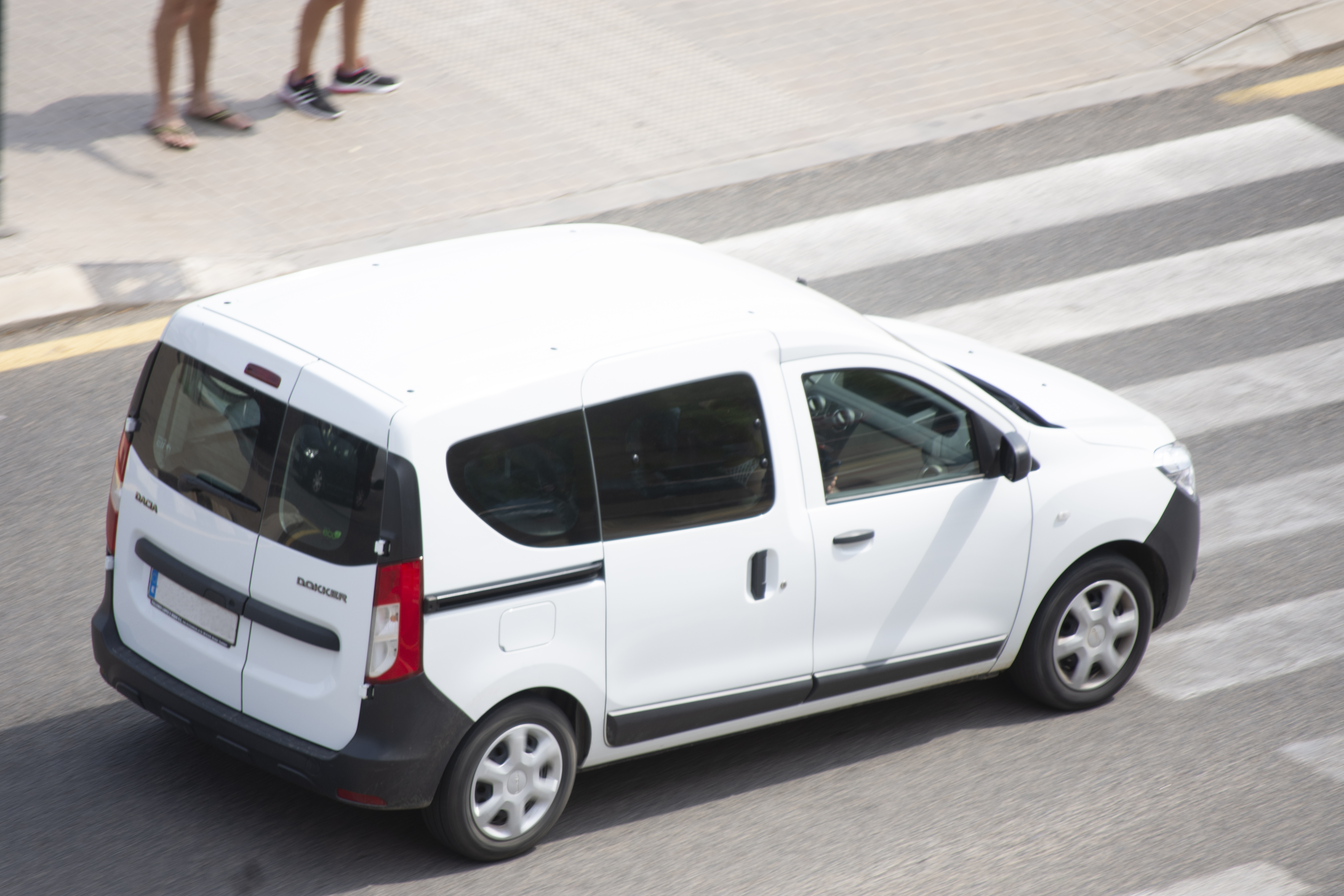
Dokker
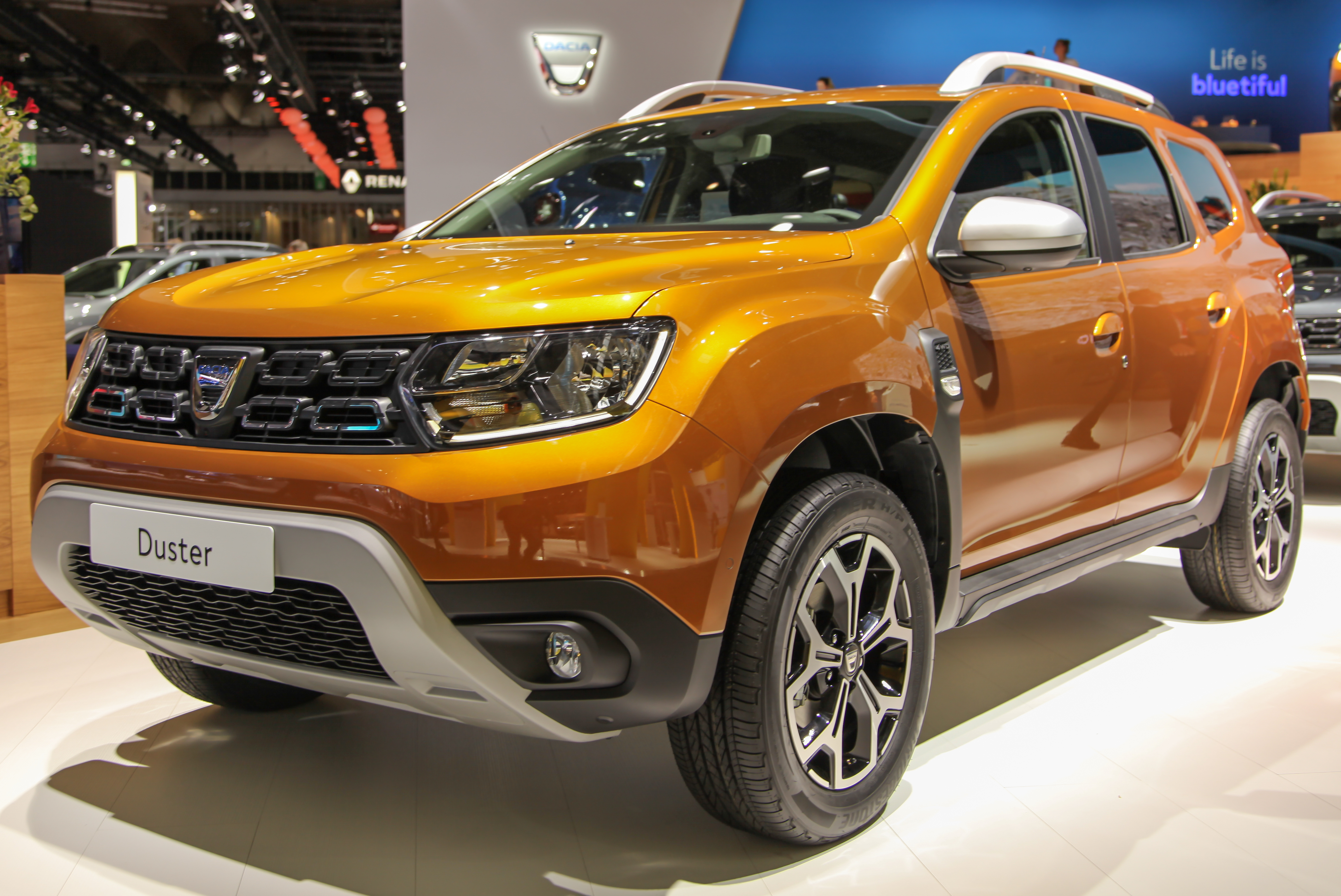
Duster II serie
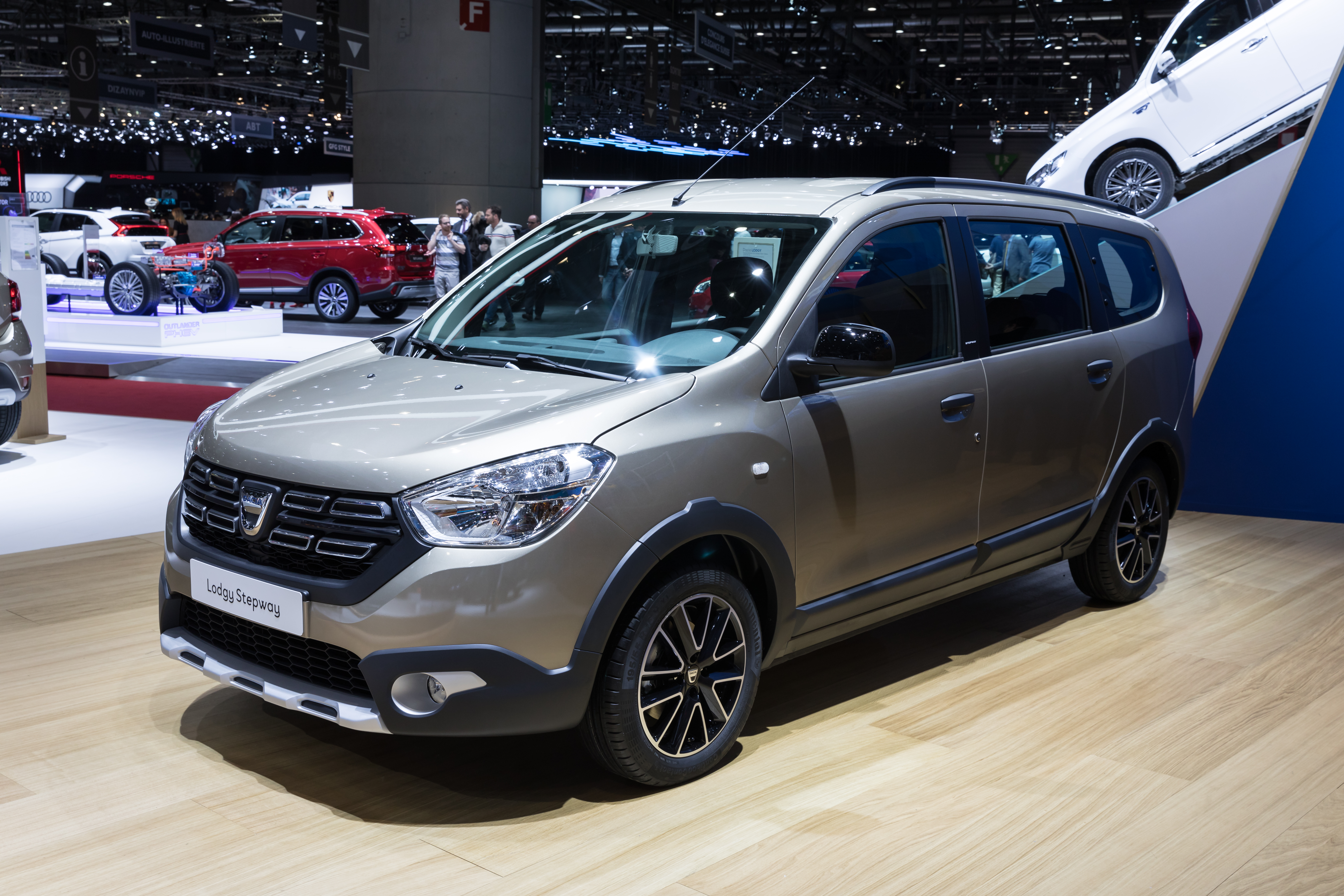
Lodgy Stepway
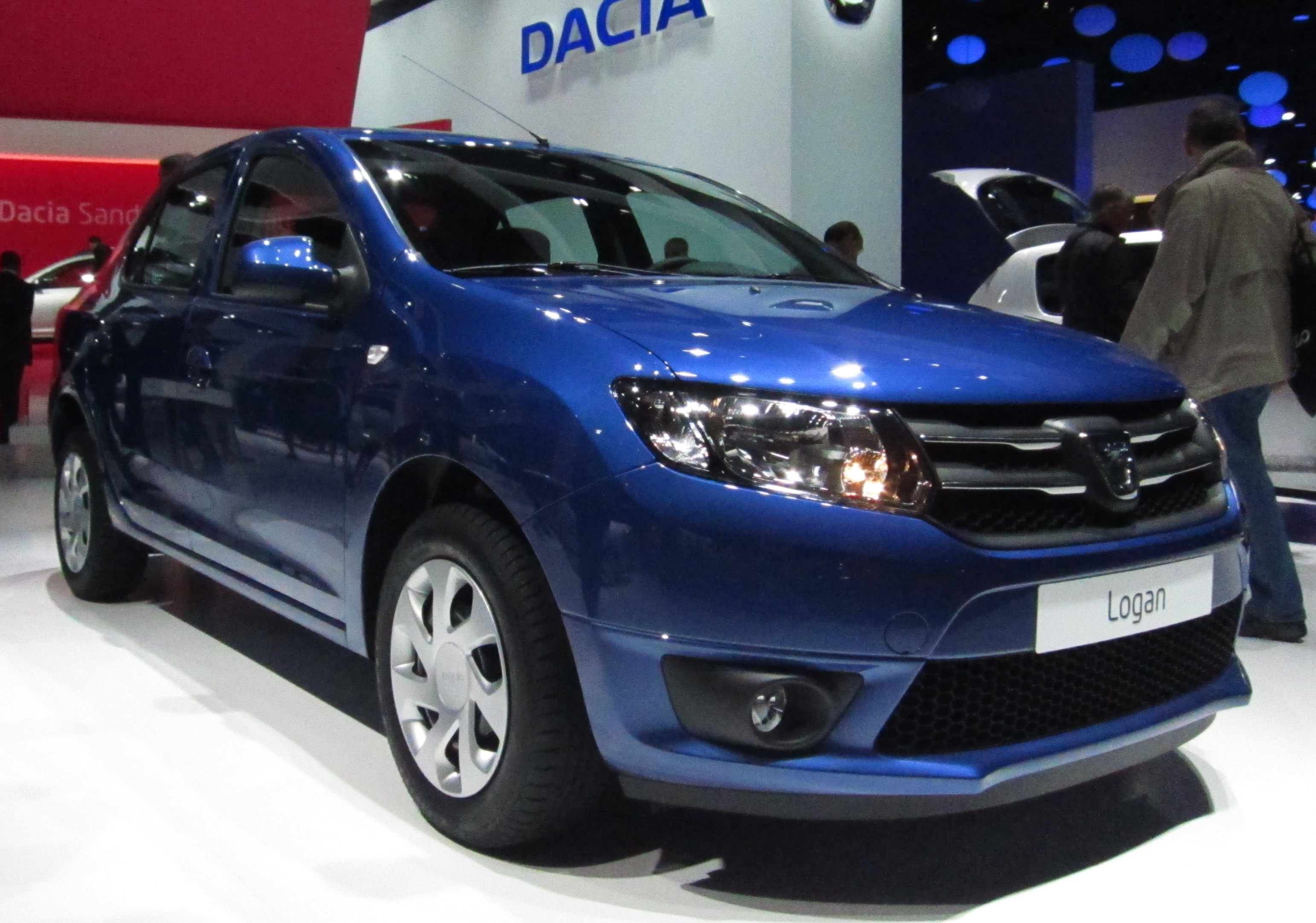
Logan II
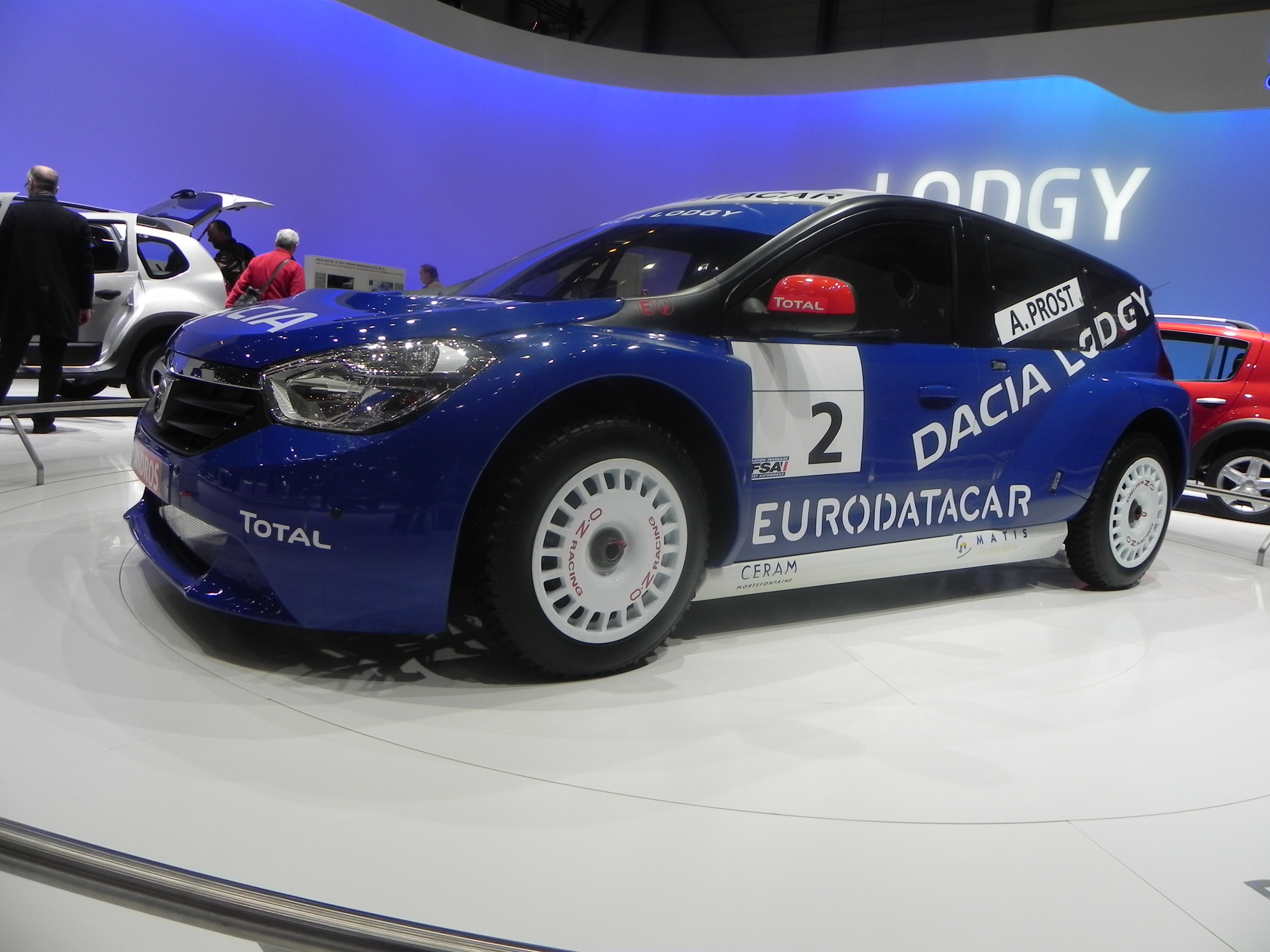
Auto da corsa
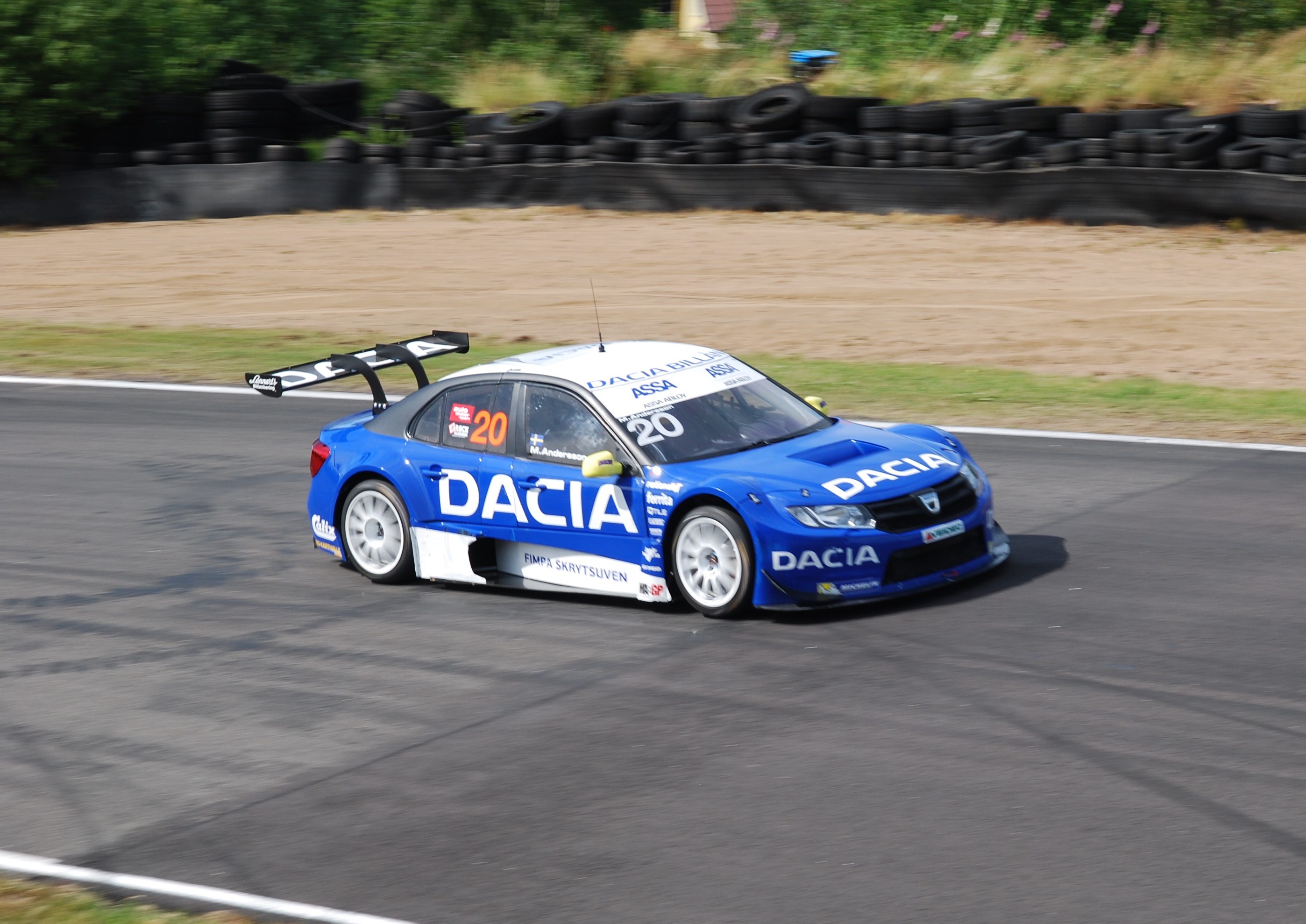
Auto da corsa
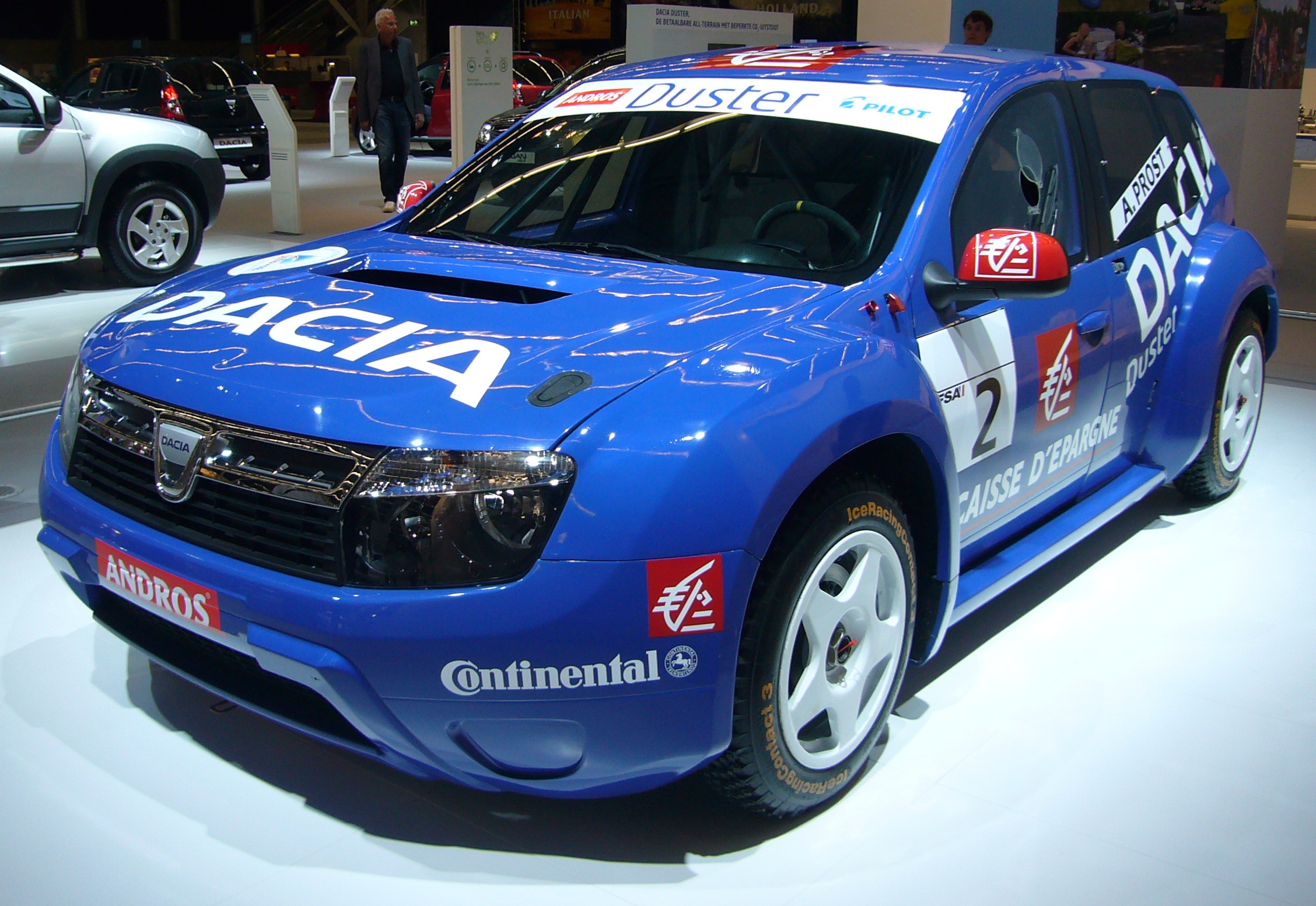
Auto da corsa
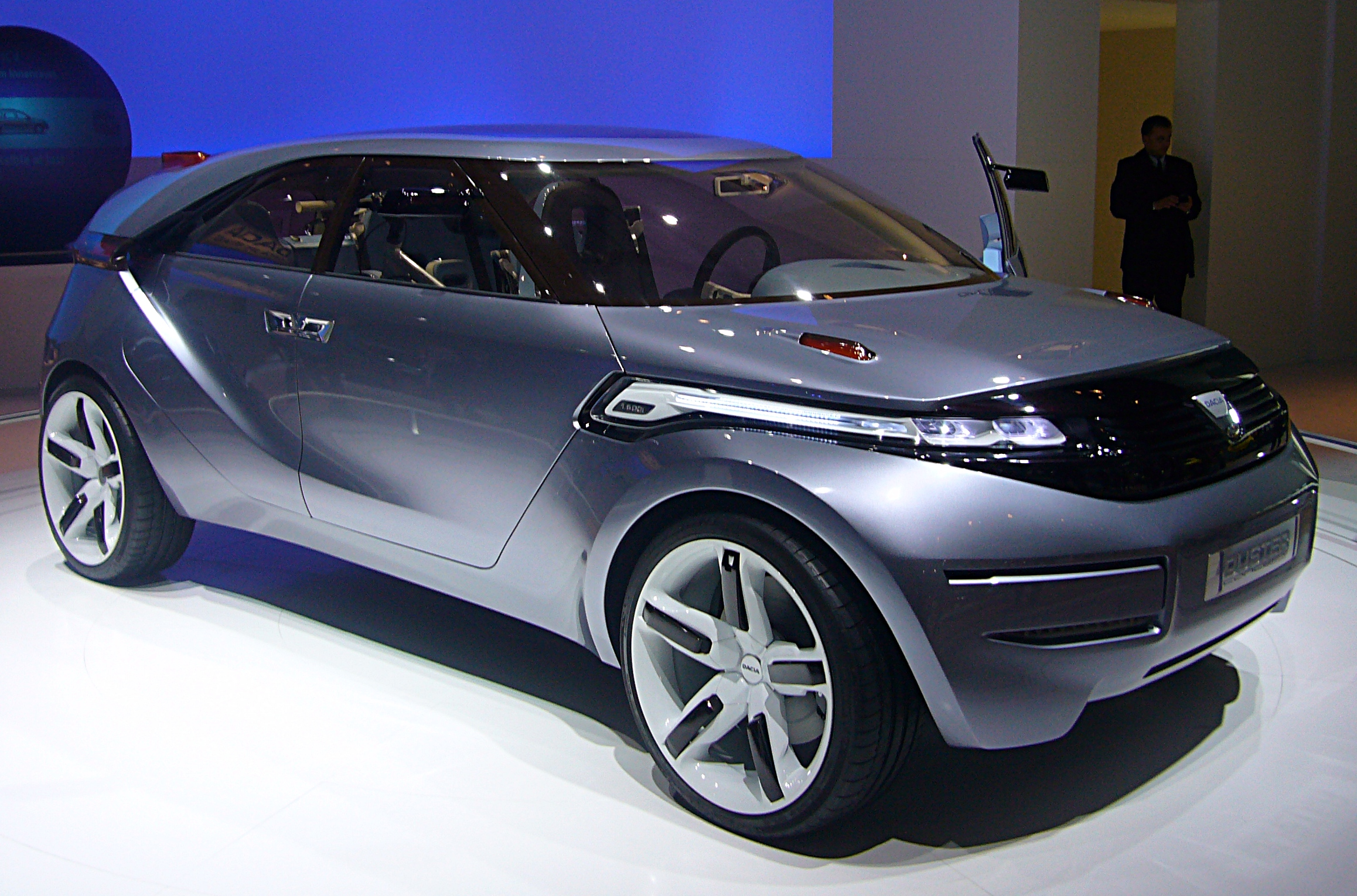
Duster concept